# Torre Santa Caterina
Torre Santa Caterina è una torre costiera del Salento situata nel comune di Nardò in località Santa Caterina. Posta a circa 60 m s.l.m., circondata da una fitta pineta, venne edificata nel XVI secolo con funzioni difensive per rendere più sicure le coste della penisola salentina.

## Descrizione
La costruzione presenta un basamento tronco-conico a pianta quadrata separato dal corpo superiore da una cornice marcapiano. Il piano superiore, dotato di finestre, termina con una cornice a beccatelli ed è provvisto di piombatoie. Una grande scalinata in pietra conduce alla porta d'accesso. L'interno ospita due ambienti sovrapposti; il piano terra era adibito a ricovero per gli animali o al deposito di attrezzi e aveva un accesso separato, il primo piano, diviso in tre stanze (occupanti una metà, un quarto e un quarto dello spazio) con camino, è accessibile tramite una scala esterna ed era utilizzato come residenza.
Comunicava a nord con Torre dell'Alto e a sud con Torre del Fiume di Galatena.